# Bichelsee (Adelsgeschlecht)

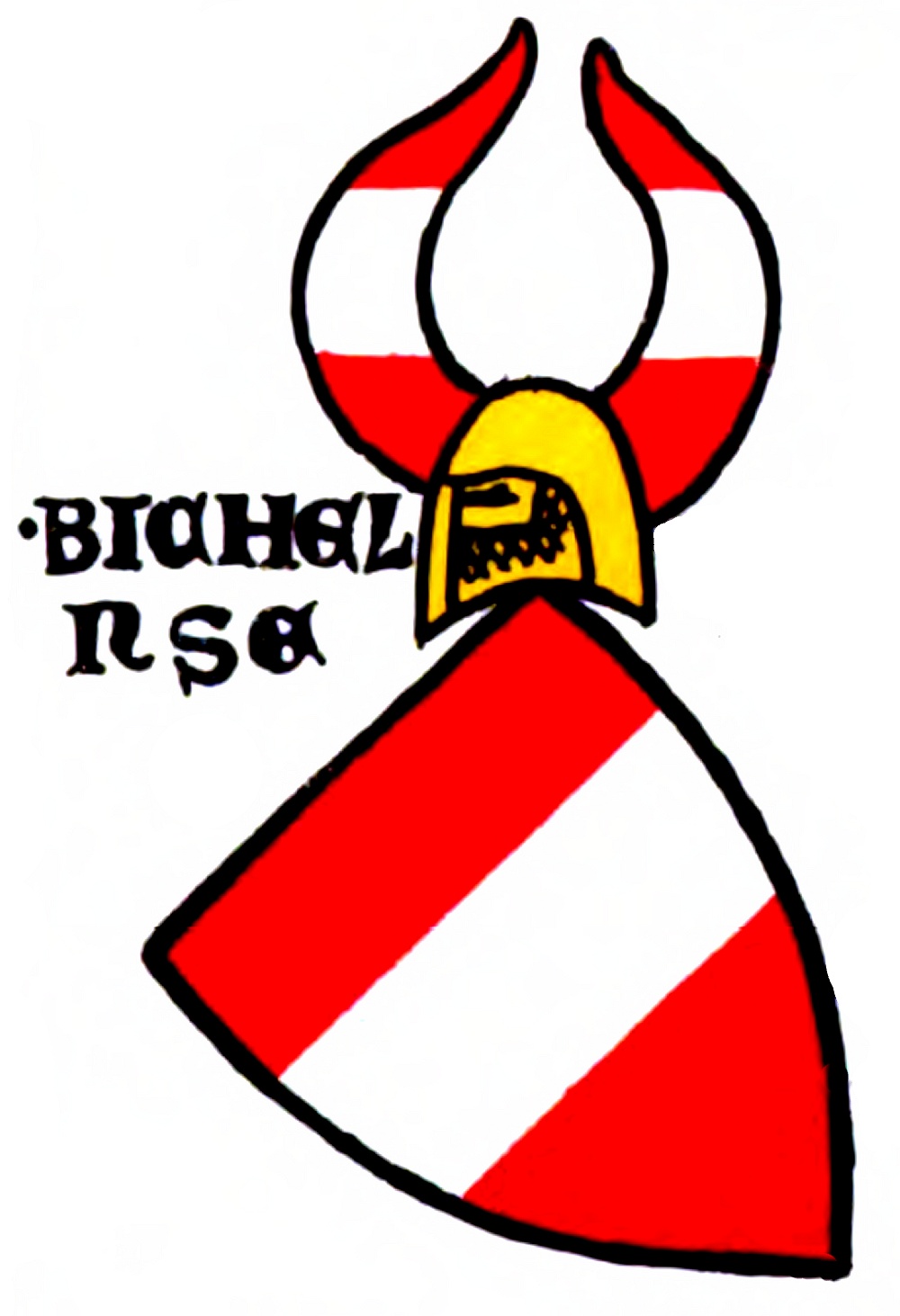
Wappen derer von Bichelsee, Zürcher Wappenrolle, ca. 1340

Die Herren von Bichelsee waren ein vor allem im Thurgau bedeutendes und begütertes Adelsgeschlecht. Ihre Stammburgen lagen in Bichelsee, das ein Teil der heutigen Gemeinde Bichelsee-Balterswil ist.

## Herkunft
Bichelsee gelangte Anno Domini 894 im Mittelalter als Pichelense durch eine Schenkung der Udalrichinger an das Kloster St. Gallen. Die Edlen von Bichelsee fungierten seit 1262 als Truchsessen der Benediktinerabtei zu St. Gallen. Vermutet wird eine Verwandtschaft der Edlen von Bichelsee mit den Herren von Elgg.

## Geschichte
Das Geschlecht der Edlen von Bichelsee erbaute vor resp. besass seit 1209 die Burg Alt-Bichelsee. Fortan bestimmten sie über anderthalb Jahrhunderte über die Herrschaft Bichelsee. Anfang des 13. Jahrhunderts geboten die Herren von Bichelsee über die heutige Gemeinde Bichelsee-Balterswil sowie über Aadorf bis hin nach Elgg. Die Brüder Walter I. und Eberhard I., die 1209 namentlich erwähnt werden, begründeten in der Folge die zwei Linien des Hauses Bichelsee. Eberhard I. begründete die in Bichelsee verbleibende Linie, während von Walter I. die Linie Bichelsee-Landsberg abstammte. Die Schwester Walters I. und Eberhards I., Euphemia von Bichelsee, wird von 1237 bis 1262 als Fürstäbtissin des Klosters Schänis bezeugt. Die Edlen von Bichelsee gehörten nicht zum Hohen Adel, sondern zum sogenannten Dienstadel, unter welchem sie aber eine sehr angesehene Position innehatten.
Eberhard I. stiftete zusammen mit seinem Sohn Eberhard II. 1250 das Kloster Tänikon, welches von den Bichelseern reich beschenkt wurde. Guta von Bichelsee, die Tochter Eberhards II., regierte ca. von 1285 bis 1305 als Äbtissin das Kloster Tänikon. Etwa zur Zeit der Klostergründung wurde auch die Burg Neu-Bichelsee errichtet, welche im Frühjahr 1273 durch Graf Rudolf zerstört und nicht mehr wieder errichtet wurde.
Später litten die Edlen von Bichelsee unter erheblichen finanziellen Schwierigkeiten, weshalb Walter IV. gezwungen war, zunächst Güter, Ländereien und Leibeigene zu veräussern. 1358 musste er sogar die Burg zu Bichelsee verkaufen, dies an Hermann IV. von Landenberg-Greifensee.
Der Landsberger Linie erging es nicht besser, da bereits unter Walter II. von Bichelsee-Landsberg die etwa um 1250 errichtete Burg Landsberg durch Albrecht, einen Sohn des Königs Rudolf von Habsburg, zerstört wurde.